# Wechsler Adult Intelligence Scale
De Wechsler Adult Intelligence Scale (WAIS) is de meest gebruikte individuele intelligentietest voor volwassenen. Het oorspronkelijke ontwerp, De Wechsler-Bellevue schaal uit 1939, is van de Amerikaan David Wechsler. Wechsler was toen hoofdpsycholoog van het Bellevue Psychiatric Hospital in Baltimore. In zijn boek 'The Measurement of Adult Intelligence' uit 1939 omschrijft hij intelligentie als "de globale capaciteit van het subject om doelbewust te handelen, rationeel te denken en doelmatig om te gaan met zijn omgeving". Hij was ervan overtuigd dat intelligentie kon worden gemeten door het kwantitatief en kwalitatief beoordelen van verstandelijke prestaties.
De WAIS is in vele talen vertaald, ook in het Nederlands. Beter is te spreken van een aanpassing aan het Nederlandse taalgebied, want er moet ook nieuw materiaal voor worden ontwikkeld. Vooral het opstellen van de eigen normen voor het hele Nederlandse taalgebied is een zeer arbeidsintensieve bezigheid.
In 2012 is de vierde Nederlandse editie, de WAIS-IV-NL, op de markt verschenen.